# Саут Амерст (Охајо)
Саут Амерст (енгл. South Amherst) град је у америчкој савезној држави Охајо.

## Демографија
По попису из 2010. године број становника је 1.688, што је 175 (-9,4%) становника мање него 2000. године.
| Група             | 2000.         | 2010.         |
| Белци             | 1.800 (96,6%) | 1.598 (94,7%) |
| Афроамериканци    | 6 (0,3%)      | 7 (0,4%)      |
| Азијати           | 4 (0,2%)      | 1 (0,1%)      |
| Хиспаноамериканци | 36 (1,9%)     | 46 (2,7%)     |
| Укупно            | 1.863         | 1.688         |